# Riflesso glabellare
Il riflesso glabellare è, nel campo medico, uno dei riflessi primitivi.

## Esame
Al soggetto viene detto di spalancare bene gli occhi e di non ammiccare. La regione glabellare viene battuta lievemente ad un ritmo rapido e costante. Si registra il numero delle volte che il paziente ammicca.

## Patologie correlate
Una sua anomalia può mostrarsi nella malattia di Parkinson.